# عرقون حرجي
عرقون حرجي (الاسم العلمي:Euphrasia nemorosa) هو نوع من النباتات يتبع جنس العرقون من الفصيلة الهالوكية.